# یاکوف سوراچ
یاکوف سوراچ (انگلیسی: Jakov Surać؛ زادهٔ ۱۲ فوریهٔ ۱۹۷۵) بازیکن فوتبال بازنشسته اهل کرواسی است.
از باشگاه‌هایی که در آن بازی کرده‌است می‌توان به باشگاه فوتبال زادار، باشگاه فوتبال اوسیک، و باشگاه فوتبال زاگرب اشاره کرد.
وی همچنین در تیم ملی فوتبال زیر ۲۰ سال کرواسی بازی کرده‌است.

## حد نصاب‌ها
در ژوئیه ۲۰۱۴ او رکورد مسن ترین بازیکنی را که تا به حال در یک مسابقه لیگ فوتبال کرواسی بازی کرده است، ثبت کرد. سوراچ همچنین بیشترین بازی را در تاریخ لیگ فوتبال کرواسی انجام داده است.